# Jacques-Nicolas Bellin
Jacques-Nicolas Bellin (Párizs, 1703. – Versailles, 1772. március 21.) térképész, hidrográfus.

## Munkássága
A francia Tengerészeti Minisztériumban a tengeri térképek készítésével foglalkozó irodán dolgozott. 1741 augusztusában „hidrográfiai mérnökké” nevezték ki. Az Académie de Marine és a londoni Royal Society tagja volt. Több mint ötvenéves pályafutása során hatalmas mennyiségű térképet készített. Kanadáról és Észak-Amerika francia területeiről (Új-Franciaország, Acadia, Louisiana) készült térképei különösen értékesek.

## Publikációi
- Hydrographie française (1753)
- Petit Atlas Maritime (1764)
- Nouvelle méthode pour apprendre la géographie (1769).

## Külső hivatkozások
- Library and Archives Canada: The Mapmakers : an essay in four parts
- Bibliothèque et Archives Canada: Les cartographes : essai en quatre parties